# Luxori Múzeum
A Luxori Múzeum (متحف الأقصر, Matḥaf al-Uqṣur) egy ókori egyiptomi műtárgyakat bemutató múzeum Egyiptomban, Luxor (az ókori Théba) városában. A Nílus-parti Corniche en-Nil promenádon található; nagyjából félúton a város keleti partjának legnagyobb látványosságai, a karnaki templom és a luxori templom mellett. Az egyemeletes múzeumépületet Mahmud el-Hakim tervezte, és 1975-ben adták át. 2004 márciusában bővítették.

## A gyűjtemény kiállításai
A múzeumban az egykori főváros, Théba és környékének ókori leletei találhatóak, többek közt Tutanhamon sírjának, a KV62-nek egyes leletei a Királyok völgyéből, újbirodalmi szobrok, valamint az Ehnaton által emelt karnaki Aton-templom, a Gempaaton egy falrészletének rekonstrukciója. A Gempaatont Ehnaton utódai lebontották, építőanyagát más épületekhez használták fel.

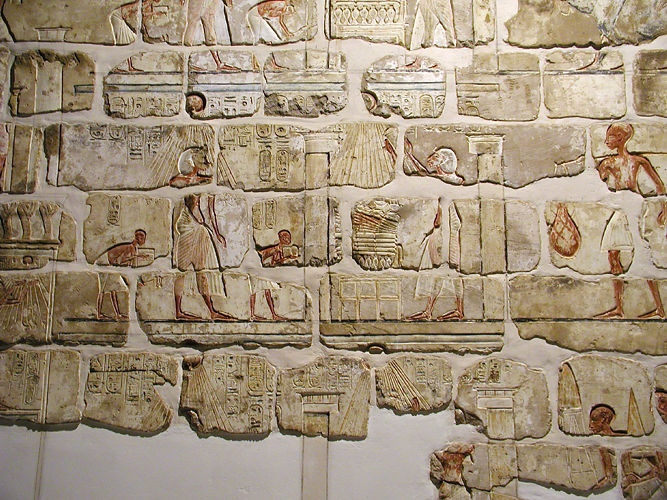
A Gempaaton falrészlete

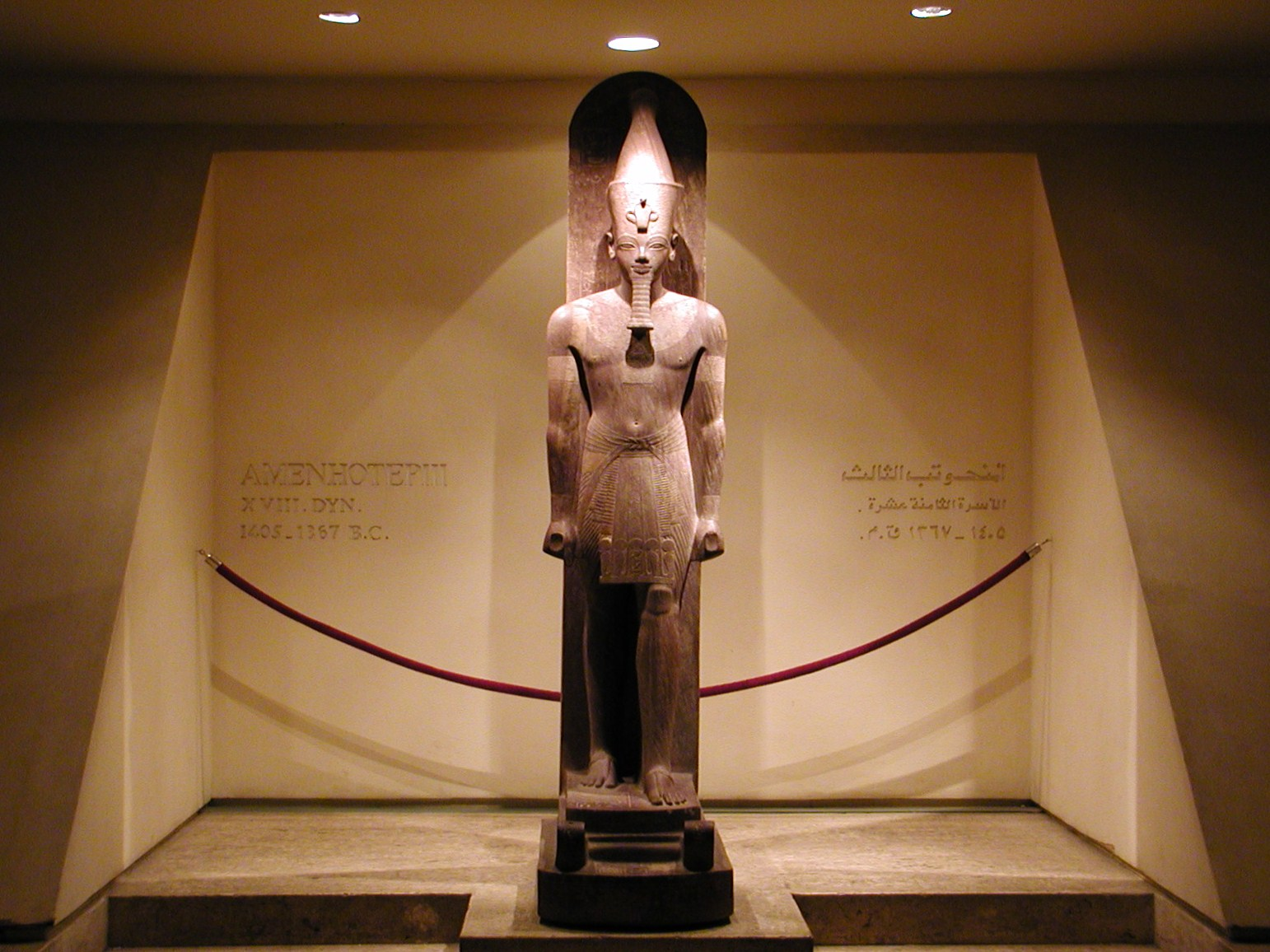
III. Amenhotep szobra

A 283 festett homokkőtéglából (ún. talatátokból) álló, újraépített fal a múzeum emeletén található, és 18 méter hosszú. A talatátokat a karnaki Ámon-Ré-templom kilencedik pülónjának feltárásakor találták. Ehnatont és Nofertitit Aton sugarai alatt ábrázolják rajta, körülöttük a templom szolgái, kézművesek és földművesek.

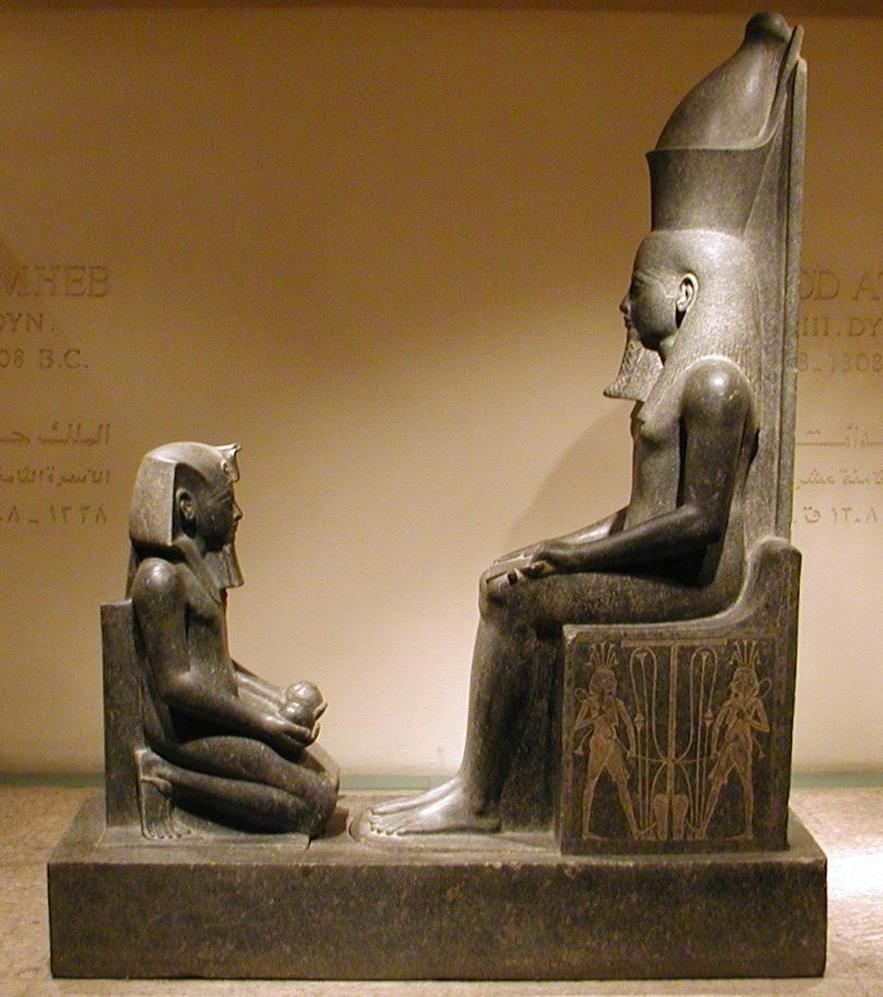
Horemheb fáraó Atum előtt térdel

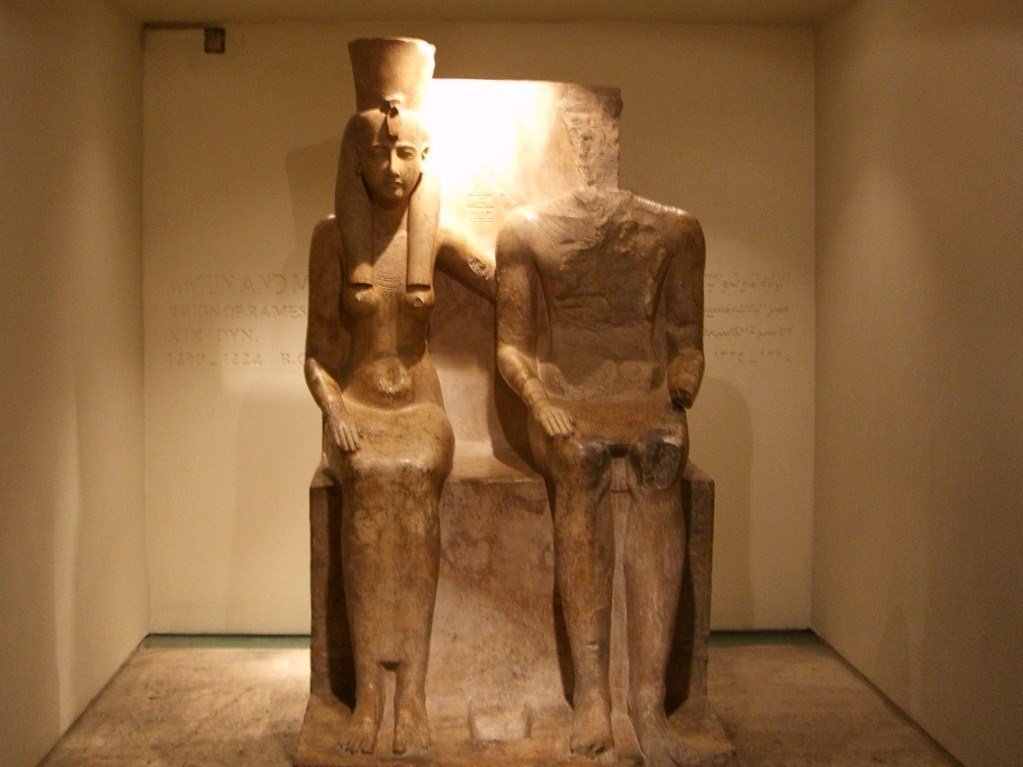
Ámon és Mut

Az alagsorban található a múzeum szoborgyűjteménye, köztük az a 26 szobor, amelyeket 1989-ben találtak a luxori templom Napudvara alatt egy veremben. Ezek közé tartoznak Hathor és Junit ülőszobrai III. Amenhotep idejéből, valamint magának III. Amenhotepnek 2,5 méter magas, vörös kvarcit állószobra. A fáraót szánon ábrázolják, amin a nagyobb tárgyakat volt szokás mozgatni. Ugyanebből az időből származik Amenhotepnek, Hapu fiának ülő írnokszobra. Valamivel későbbi Horemheb szobra, amely a fáraót a trónon ülő Atum napisten előtt térdelve ábrázolja.
A további érdekes kiállítási tárgyak közé tartozik a középbirodalmi XII. dinasztiához tartozó III. Szenuszert fejét ábrázoló, rózsaszín gránitból készült szobor, melyet a karnaki templom negyedik pülónjának alapozásában találtak, valamint a XVIII. dinasztia fáraójának, III. Thotmesznek a szobra, melyet a karnaki templom hetedik pülónja előtti udvarban találtak a föld alatt, valamint fia, II. Amenhotep rózsaszín gránitszobrának 1,11 méteres felső része, szintén Karnakból, melyet 1951-ben találtak Ozirisz-Hekadzset kápolnájától északra. A múzeum kertjében is megtalálható II. Amenhotep egy szobra, amely íjászként ábrázolja a királyt. A gyűjtemény része továbbá Ehnaton egy mellszobra, I. Szenuszert egy Ozirisz-pillérje, valamint III. Amenhotep szobrai (egyedül a királyt ábrázoló, illetve olyan, ami Szobek istennel ábrázolja).
A múzeum fő kiállítási tárgyai közé tartozik egy Hathor istennőt tehén alakban ábrázoló fa szoborfej, melyet gipsszel vontak be és bearanyoztak. A szintén fából készült szarvakat festett fémmel vonták be, a szemek mészkőkristály- és obszidiánberakással készültek. A szobor Tutanhamon sírjából került elő. Emellett a fáraósír több leletét is kiállították, többek közt két usébtit, valamint az elhunyt uralkodót ábrázoló kis festett szobrokat.
A múzeum 2004-ben épült részében az év óta látható I. Jahmesz és I. Ramszesz múmiája. Ezek az első királyi múmiák, melyeket Luxorban állítottak ki, bár I. Ramszesz múmiájának személyazonossága nem teljesen bizonyított. Mindkét múmiát a nyugat-thébai Dejr el-Bahariban találták, az ún. Dejr el-Bahari-i rejtekhelyen, ahová több királyi múmiát is rejtettek a későbbi korokban. I. Jahmesz múmiája korábban a kairói Egyiptomi Múzeumban volt kiállítva, amíg vissza nem került Luxorba, az I. Ramszesznek tulajdonított múmia a 19. század végén az Egyesült Államokba került, és sokáig a Niagara Falls-i Múzeumban volt, majd ennek bezárása után az Atlanta közelében található Michael C. Carlos Múzeumba került, ők adták vissza Egyiptomnak 2003-ban. A két múmia átadását 2004. március 9-én, a múzeum újranyitásakor ünnepelték meg.

Válogatás a kiállítási tárgyakból
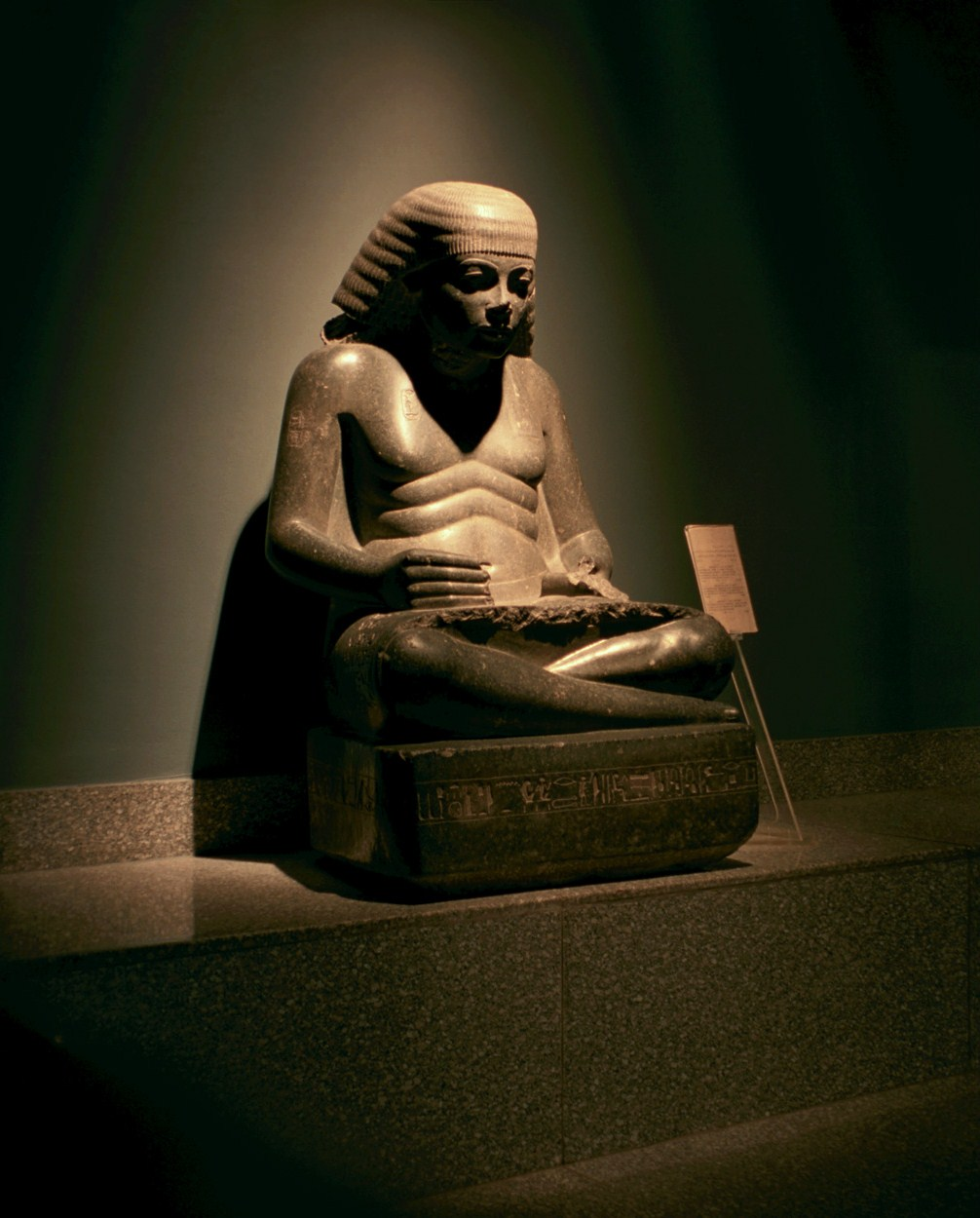
Amenhotep, Hapu fia ülőszobra
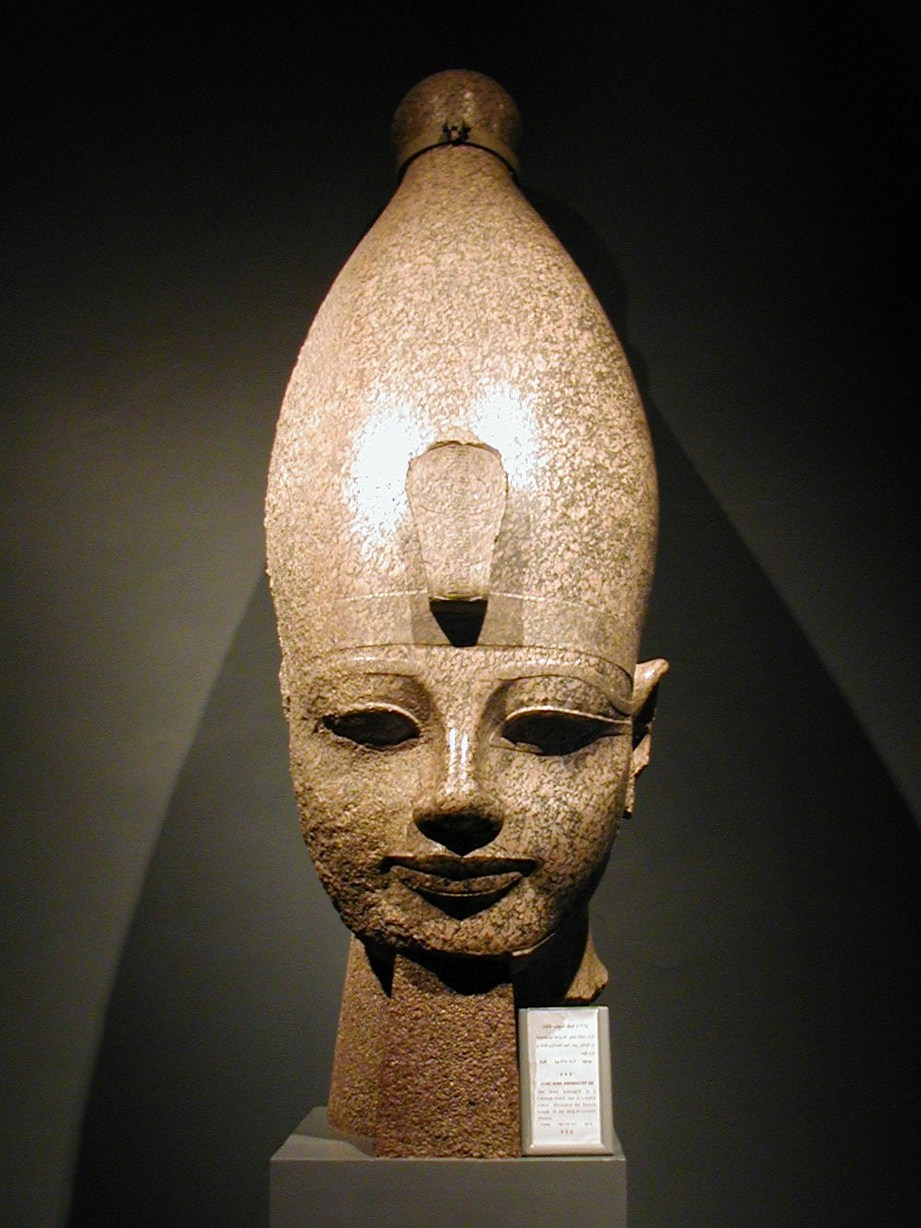
III. Amenhotep feje
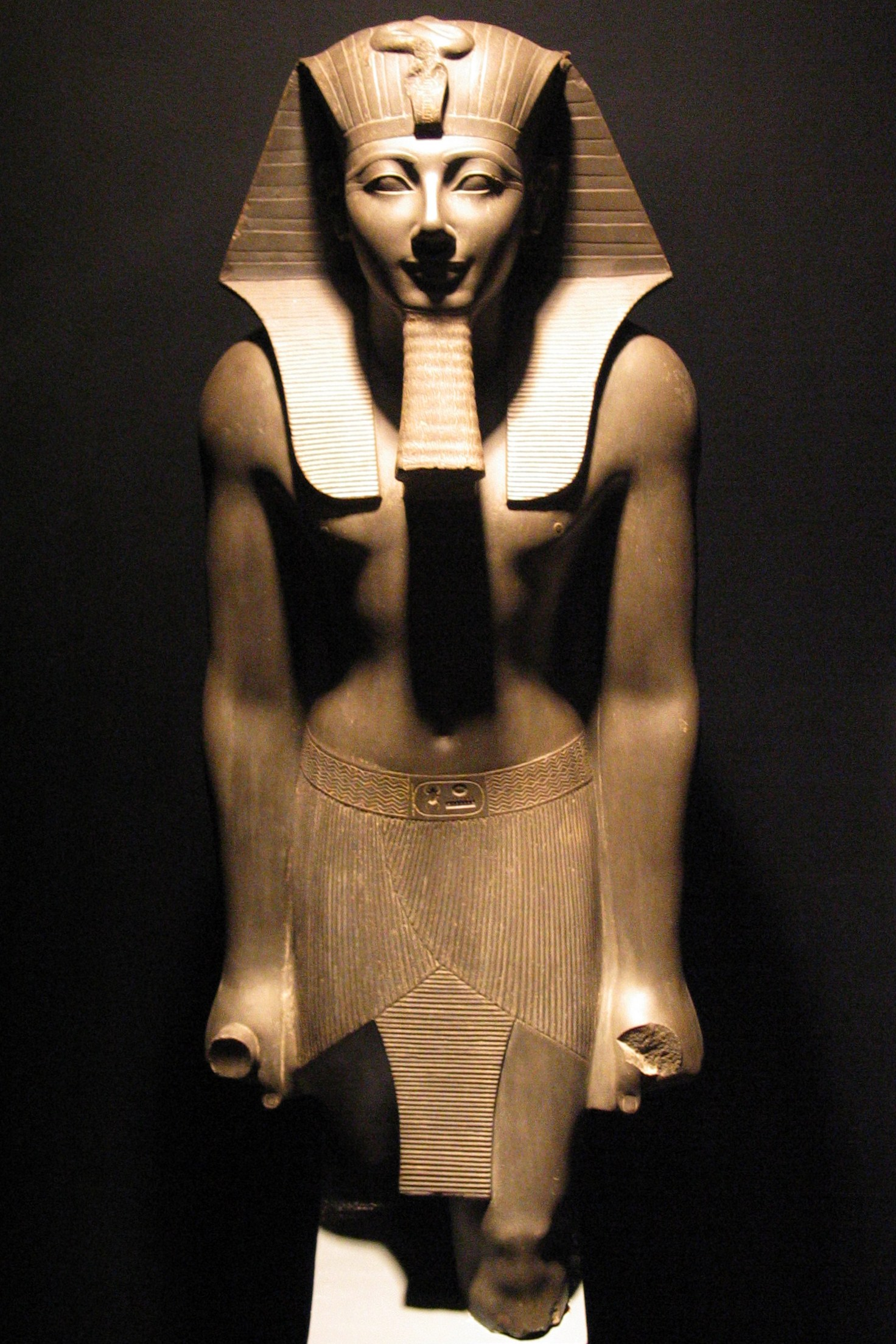
III. Thotmesz szobra
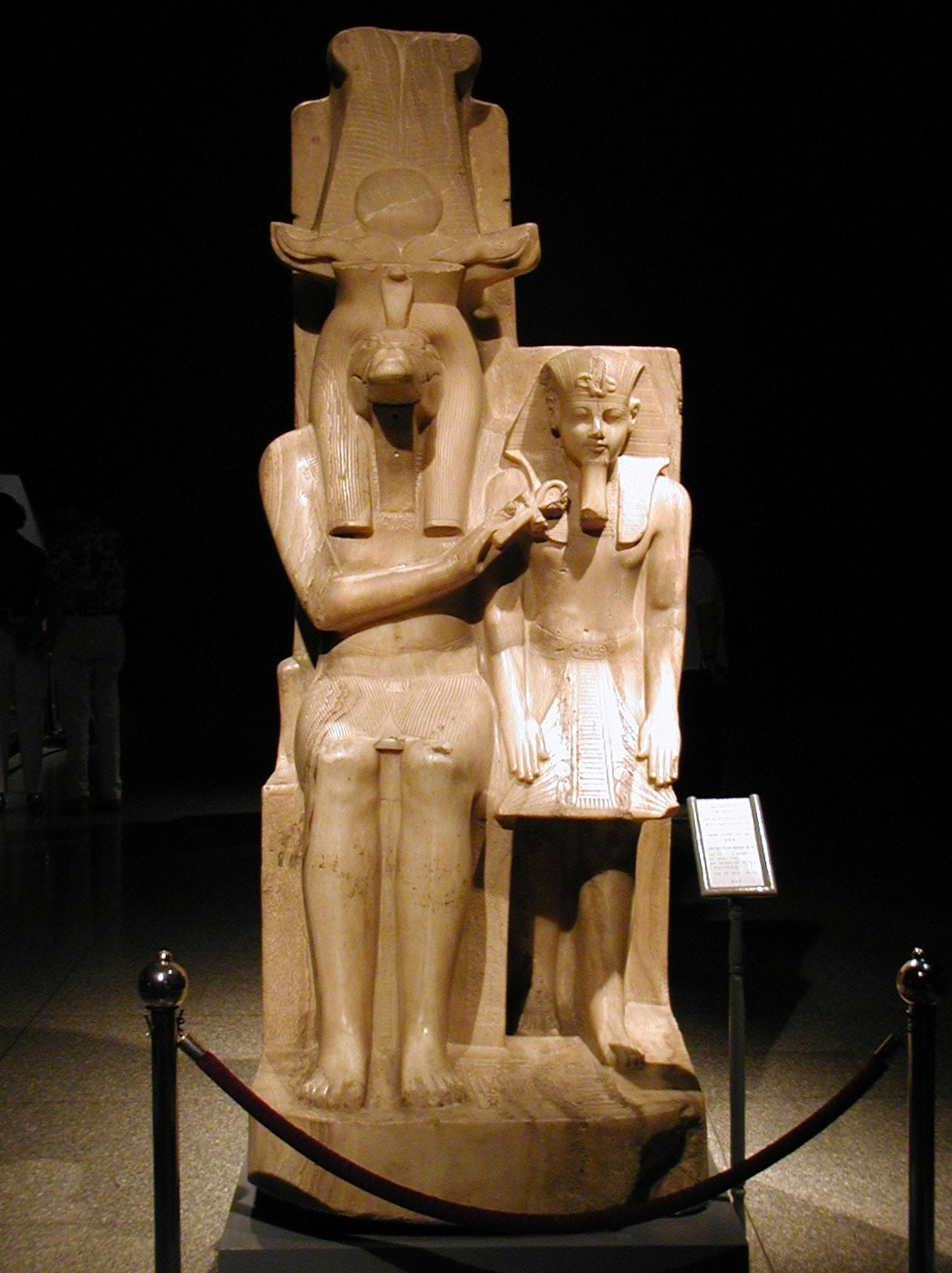
Szobek isten és III. Amenhotep

## Fordítás
- Ez a szócikk részben vagy egészben  a   Luxor-Museum című német Wikipédia-szócikk ezen változatának fordításán alapul.  Az eredeti cikk szerkesztőit annak laptörténete sorolja fel. Ez a jelzés csupán a megfogalmazás eredetét és a szerzői jogokat jelzi, nem szolgál a cikkben szereplő információk forrásmegjelöléseként.